# Ceryx macula
Ceryx macula là một loài bướm đêm thuộc phân họ Arctiinae, họ Erebidae.